# S.S.D. Castel San Pietro Terme Calcio
SSD Castel San Pietro Terme Calcio là một câu lạc bộ bóng đá Ý, có trụ sở tại Castel San Pietro Terme.
Trong mùa 2010-11, đội đã xuống hạng từ Serie D nhóm D đến Eccellenza Emilia canh Romagna. Mùa tiếp theo, đội kết thúc thứ 16 ở bảng B và đánh bại Faenza Calcio trong trận đấu tránh xuống hạng, nhưng bị loại khỏi các phiên bản tương lai của Eccellenza và sau đó bị giải thể.

## Lịch sử
Câu lạc bộ được thành lập vào năm 1932  và được nhận vào giải đấu Emilian năm 1934, giành giải Prima Divisione trong khu vực.
Castel San Pietro thi đấu tại mùa giải 2005/2006 Serie C2 / B, kết thúc ở vị trí thứ hai, và sau đó bị xuống hạng sau trận playoffs.

## Màu sắc và huy hiệu
Màu của đội là vàng và đỏ.